# Gmina Mniszków
Die Gmina Mniszków ist eine Landgemeinde im Powiat Opoczyński der Woiwodschaft Łódź in Polen. Sie hat 4750 Einwohner und ihr Sitz ist das Dorf Mniszków mit nahezu 700 Einwohnern.

## Geographie

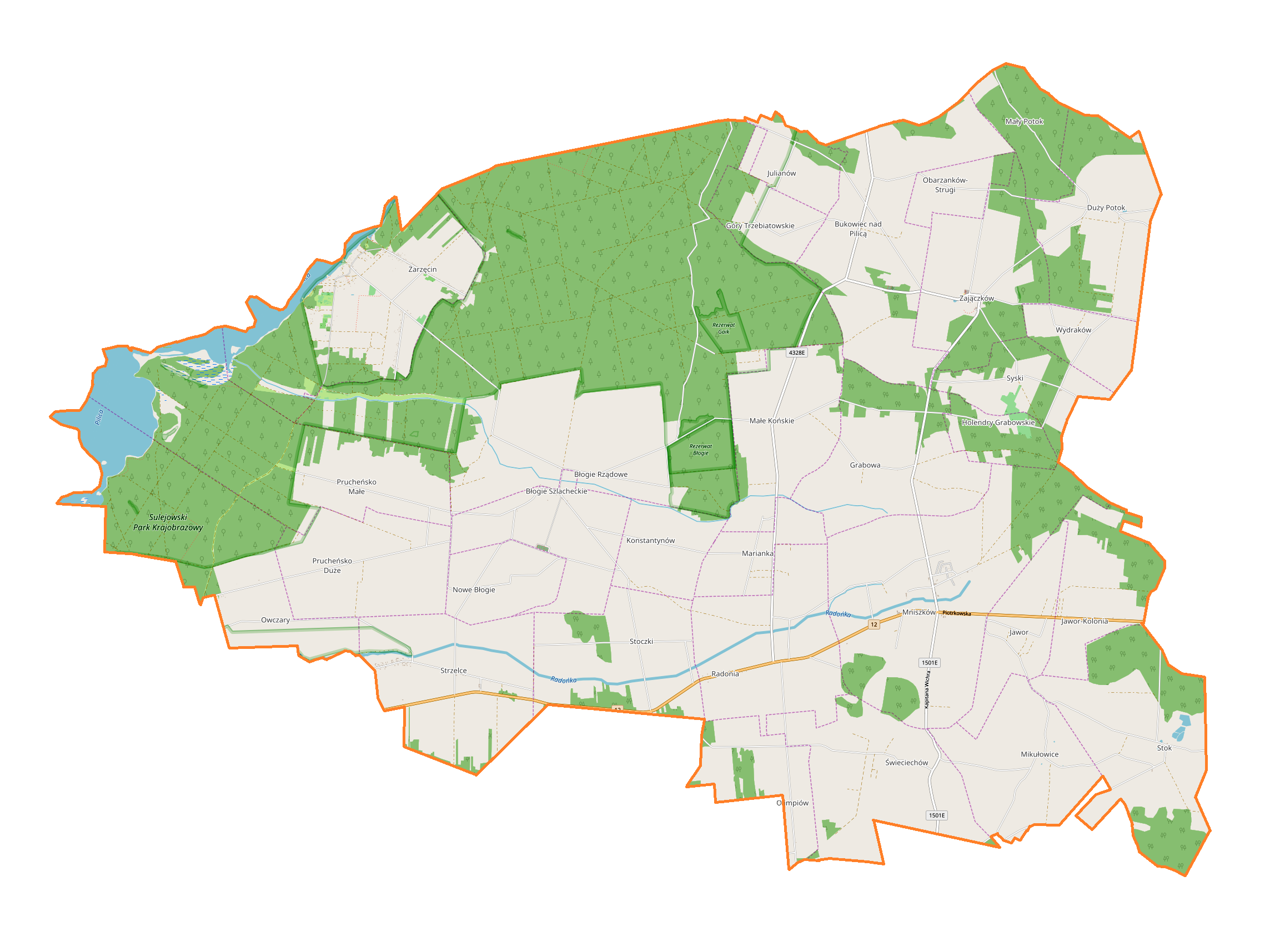
Karte der Gemeinde

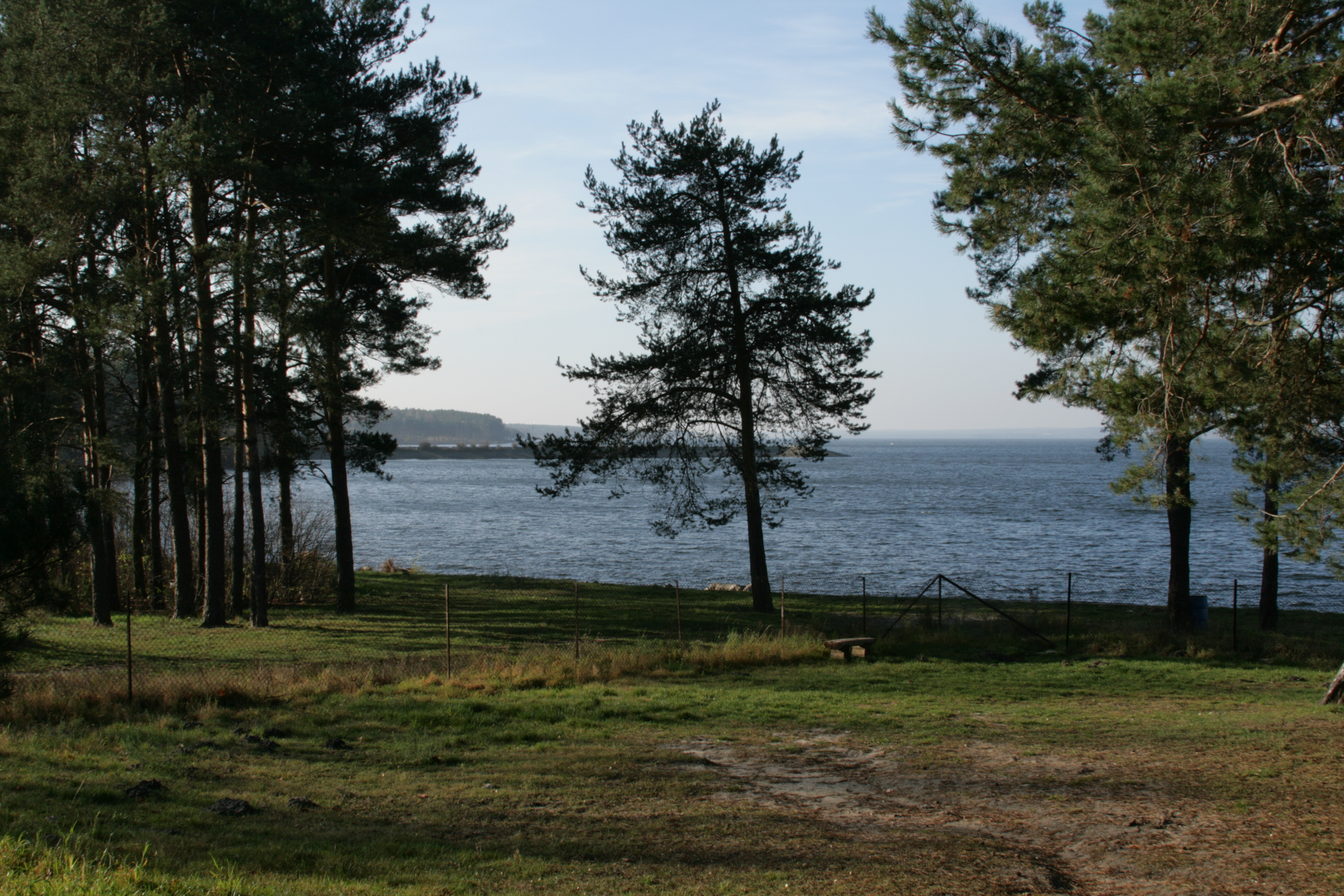
Zalew Sulejowski

Die Gemeinde liegt im Osten der Woiwodschaft. Die Kreisstadt Opoczno liegt sieben Kilometer östlich, Łódź (deutsch Lodz) etwa 60 Kilometer nordwestlich und Warschau 120 Kilometer nordöstlich. Nachbargemeinden sind im Powiat Opoczyński Sławno im Nordosten und Paradyż im Südosten, im Powiat Piotrkowski Aleksandrów im Süden und Sulejów im Westen sowie im Powiat Tomaszowski Tomaszów Mazowiecki im Norden. Die Gemeinde hat eine Fläche von 123,83 km², von der 59 Prozent land- und 33 Prozent forstwirtschaftlich genutzt werden. Ihr Gebiet ist mit 38 Einwohnern/km² dünn besiedelt. Die Radońka durchzieht den Süden des Gemeindegebiets. Sie mündet in die Pilica, an deren Stausee Zalew Sulejowski die Gemeinde einen Anteil hat. Der Westen und Nordwesten ihres Gebiets gehört zum Landschaftsschutzpark Sulejów (Sulejowski Park Krajobrazowy), der sich über sieben Gemeinden erstreckt.

## Geschichte
Während der deutschen Besetzung Polens im Zweiten Weltkrieg kam das Gemeindegebiet zum Landkreis Opoczno in der Kreishauptmannschaft Tomaschow-Mazowiecki im Generalgouvernement.
Die Landgemeinde Radonia wurde 1954 in Gromadas zerschlagen. Zum 1. Januar 1973 wurde im Powiat Opoczyński alten Zuschnitts in der ehemaligen Woiwodschaft Kielce die Landgemeinde Mniszków aus einem Teil der Gromadas der Landgemeinde Radonia neu gebildet. Von 1975 bis 1998 gehörte die Gemeinde zur Woiwodschaft Piotrków. Der Powiat war in dieser Zeit aufgelöst. Die Landgemeinde kam 1999 an den Powiat Opoczyński der Woiwodschaft Łódź im gegenwärtigen Gebietszuschnitt. Der parteilose Rafał Piotr Marszałek wurde bei den Kommunalwahlen im April 2024 zum Wójt neu gewählt. Im ersten Wahlgang erhielt er bei zwei Gegenkandidaten 54,96 Prozent der Stimmen.

## Gliederung
Zur Landgemeinde (gmina wiejska) Mniszków gehören die 29 folgenden Dörfer mit Schulzenamt (sołectwo), denen kleinere Dörfer, Siedlungen und Orte zugeordnet sind:
Błogie Rządowe
Błogie Szlacheckie
Bukowiec nad Pilicą
Duży Potok
Góry Trzebiatowskie
Grabowa
Jawor
Jawor-Kolonia
Julianów
Konstantynów
Małe Końskie
Marianka
Mikułowice
Mniszków
Nowe Błogie
Obarzanków-Strugi
Olimpiów
Owczary
Prucheńsko Duże
Prucheńsko Małe
Radonia
Stoczki Duże
Stoczki Małe
Stok
Strzelce
Syski
Świeciechów
Zajączków
Zarzęcin
Kleinere Dörfer der Gemeinde sind den Schulzenämtern zugeordnet: Holendry Grabowskie, Mały Potok und Wydraków. Zu Zarzęcin gehört eine Siedlung. Weitere Wohnplätze mit amtlicher Ortskennung (SIMC) sind das Jagdhaus Małe Końskie (0546058), das Forsthaus Małe Końskie (0546064) und Zarzęcin (0546377).

## Verkehr
Die Landesstraße DK12 führt von Sieradz über Piotrków Trybunalski (Petrikau), Radonia und Mniszków nach Radom und Lublin. Daneben gibt es mehrere Powiatstraßen, so von Radonia in die Stadt Tomaszów Mazowiecki und von Mniszków nach Wójcin B an der Landesstraße DK74.
Die Zentrale Eisenbahnmagistrale Warschau–Kattowitz/Krakau (Centralna Magistrala Kolejowa (CMK)) verläuft östlich des Gemeindegebiets. Der nächste Fernbahnhof Opoczno Południe liegt nahe der Kreisstadt. Der Bahnhof Opoczno und drei Stationen in der Nachbargemeinde Sławno liegen an der Bahnstrecke Łódź–Opoczno.
Der nächste internationale Flughafen ist Łódź.